# Maik Kegel
Maik Kegel (Dresde, 8 de diciembre de 1989 ) es un futbolista profesional alemán que juega de centrocampista en el Fortuna Colonia de la Regionalliga West.
Procedente de las categorías inferiores del club sajón, Kegel tuvo un impacto inmediato al marcar a los cinco minutos de debutar con el primer equipo, en el partido que enfrentaba al Dinamo con el Hamburgo SV II (temporada 2007-08). Esa campaña jugó un total de seis partidos. 

## Clubes
| Club            | País     | Año       |
| --------------- | -------- | --------- |
| Dinamo Dresde   | Alemania | 2007-2012 |
| Chemnitzer FC   | Alemania | 2012-2014 |
| Holstein Kiel   | Alemania | 2014-2016 |
| Fortuna Colonia | Alemania | 2016-2019 |
| Fortuna Colonia | Alemania | 2020-     |